# Catedral del Inmaculado Corazón de María (Weno)
La Catedral del Inmaculado Corazón de María (en inglés: Immaculate Heart of Mary Cathedral) es la iglesia catedral católica en Weno, en las Islas Carolinas, y es la sede de la diócesis de las Islas Carolinas. La iglesia se encuentra en el pueblo de Tannuk, en el municipio de Weno, capital del estado de Chuuk, uno de los Estados Federados de Micronesia.
La primera iglesia construida en Tannuk se remonta a 1915 y fue construida por misioneros jesuitas alemanes. En 1946 se construyó una nueva iglesia de madera, contigua a la sede de la misión de Chuuk. En el mismo año las monjas Mercedarias establecieron en la misión una escuela dedicada a Santa Cecilia.
Más tarde, la sede de la misión jesuita fue reconstruida con el fin de ser ampliada y se añadió una ala a la iglesia de Tannuk. La nueva misión y la iglesia ampliada fueron dedicadas solemnemente al Inmaculado Corazón de María en agosto de 1951.
A finales de los años sesenta se dedicó la nueva catedral de Tannuk. En 1973, el obispo Joseph Martin Neylon Tannuk se trasladó a su residencia episcopal. 